# Protosphagnum nervatum
Protospagnum nervatum es la única especie conocida del orden de las Protosphagnales. En muchas vías, recuerda al género viviente de musgoss Sphagnum, aunque sus células hojosas no son tan fuertemente dimórficas como en Sphagnum.